# Mirna El Helbawi

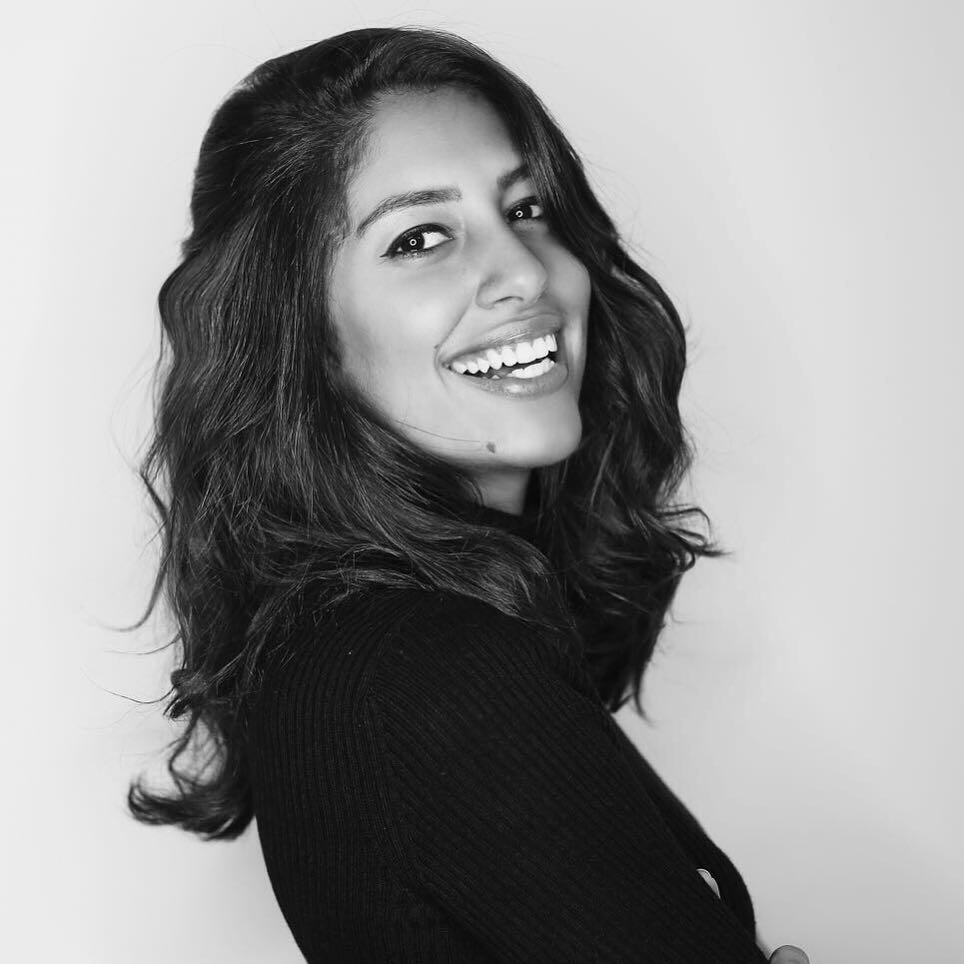
Mirna El Helbawi

Mirna El Helbawi (arabisch ميرنا الهلباوي, geb. 1992) ist eine ägyptische Journalistin, Schriftstellerin, Podcasterin und Aktivistin. Sie ist die Gründerin des Vereins Connecting Humanity, einer Organisation, die Menschen in Gaza mithilfe gespendeter eSIMs hilft, wieder Zugang zum Internet zu erhalten. Sie wurde für den Arab Journalism Award (جائزة الصحافة العربية‎) 2016 nominiert.

## Leben
Bereits als Kind las Mirna El Helbawi gerne und liebte es, Geschichten zu erzählen. Dass sie Talent als Schriftstellerin besitzt, wurde ihr jedoch erst als Erwachsene bewusst. Sie startete einen Online-Blog, in dem sie vor allem für Freunde und Familienangehörige ihre Alltagserfahrungen beschrieb. Da der Blog jedoch auch vermehrt von Menschen außerhalb der ursprünglichen Zielgruppe besucht wurde, und auch aufgrund der Ermutigung von Freunden beschloss El Helbawi mit dem professionellen Schreiben zu beginnen. Während ihres Studiums an der Fakultät für Tourismus und Hotelmanagement der Universität Alexandria nahm sie eine Stelle bei einem Wochenmagazin in Kairo an. Nach Abschluss ihres Studiums ging El Helbawi nach Kairo und setzte ihre Tätigkeit als  Autorin und Redakteurin für dies Magazin fort. Als sie von einem Freund, der den Radiosender NRJ Egypt gegründet hatte, das Angebot erhielt, als Co-Moderatorin einzusteigen, sagte sie zu und verließ das Wochenmagazin.
Im Jahr 2018 trat El Helbawi mit ihrem Debütroman Mor Methl Al Qahwa, Helw Methl Al Chocola an die Öffentlichkeit.

## Politische Aktivitäten

### Connecting Humanity
Israelische Bombardierungen, Stromblockaden und Treibstoffknappheit haben zum fast völligen Zusammenbruch der größten Mobilfunkanbieter im Gazastreifen geführt. El Helbawi entdeckte, dass eSIMs verwendet werden könnten, um Menschen in Gaza wieder zu verbinden, indem ihnen ermöglicht wird, sich beim Roaming mit entfernten Mobilfunknetzen, einschließlich israelischer und ägyptischer Netze, zu verbinden. Die ersten beiden Menschen, denen sie über eSIMs half, wieder online zu gehen, waren der ägyptische Journalist Ahmed El-Madhoun und die palästinensische Journalistin Hind Khoudary.
Connecting Humanity sagt, bis Dezember 2023 hätten 200.000 Menschen in Gaza (etwa 10 % der Bevölkerung) über eine eSIM Internetzugang erhalten. Nachrichten über die Initiative verbreiteten sich schnell über die sozialen Medien und bis Dezember wurden eSIMs im Wert von 1,3 Mio. Dollar an Connecting Humanity gespendet. Das Projekt ist eine internationale Initiative, bei der Menschen in Ländern wie den Vereinigten Staaten, der Schweiz und Pakistan eSIMs spenden. Geber nutzten am häufigsten Airalo und Simply, um eSIMs zu generieren, die dann in Gaza verteilt werden konnten.

### Aufruf zum Boykott israelischer Kulturinstitutionen
Im Oktober 2024 gehörte El Helbawi zu den Unterzeichnern eines Aufrufs zum Boykott israelischer Kulturinstitutionen, „die an der überwältigenden Unterdrückung der Palästinenser mitschuldig sind oder diese stillschweigend beobachtet haben“.

## Veröffentlichungen
El Helbawi wurde 2016 für den Arab Journalism Award nominiert. Ihr Debütroman Mor Methl Al Qahwa, Helw Methl Al Chocola (Bitter Like Coffee, Sweet Like Chocolate, dt.: Bitter wie Kaffee, Süß wie Schokolade) wurde 2018 veröffentlicht. Sie produziert auch den Podcast Helbing.